# Tōru Chishima
Tōru Chishima (japanisch 千島 徹 Chishima Tōru; * 11. Mai 1981 in der Präfektur Saitama) ist ein ehemaliger japanischer Fußballspieler.

## Karriere
Chishima erlernte das Fußballspielen in der Jugendmannschaft der Urawa Red Diamonds. Seinen ersten Vertrag unterschrieb er 2000 bei den Urawa Reds. Der Verein spielte in der zweithöchsten Liga des Landes, der J2 League. 2000 wurde er mit dem Verein Vizemeister der J2 League und stieg in die J1 League auf. Für den Verein absolvierte er 11 Spiele. Im Juni 2006 wechselte er zum Zweitligisten Ehime FC. Für den Verein absolvierte er 43 Spiele. Ende 2009 beendete er seine Karriere als Fußballspieler.

## Erfolge
Urawa Reds
- J1 League

Meister: 2006
Vizemeister: 2004, 2005
- J.League Cup

Sieger: 2003
Finalist: 2002, 2004
- Kaiserpokal

Sieger: 2005, 2006